# شيماء الغبجي
شيماء الغبجي (من مواليد 22 أغسطس 1994) لاعبة كرة طائرة تونسية. وهي ضمن المنتخب منتخب تونس لكرة الطائرة للسيدات ولعبت في النادي الأولمبي القليبي عام 2014.
كانت جزءًا من المنتخب الوطني التونسي في بطولة العالم لكرة الطائرة للسيدات 2014 في إيطاليا.

## الأندية
- النادي الأولمبي القليبي (2014)